# Salto Veloso
Salto Veloso es un municipio brasileño del estado de Santa Catarina. Tiene una población estimada al 2022 de 4 390 habitantes. Pertenece a la Región metropolitana de Contestado.

## Toponimia
El nombre de la ciudad está ligado a su primer habitante, el caboclo Antônio José Veloso, quien entre 1897 y 1900 se instaló cerca de las cascadas en un río de aguas abundantes y cristalinas que corría prácticamente escondido en medio de un denso bosque. El ganado pasaba habitualmente entre los palmerales y se dirigía hacia Perdizes, hoy Videira. La amistad de los viajeros con el caboclo Veloso hizo de su estancia un punto de referencia a lo largo de la ruta, un lugar de parada y descanso durante los viajes. Pasó a ser conocido como "O Salto do Veloso". Posteriormente comenzaron a referirse a él como "Salto Veloso".

## Historia
La localidad fue colonizada principalmente por descendientes italianos y por caboclos.
Creado como distrito en 1957 subordinado a Videira. Se emancipó el 15 de diciembre de 1961.